# Charlie Luken

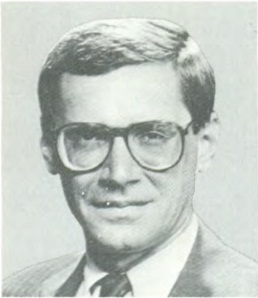
Charlie Luken (1991)

Charles J. „Charlie“ Luken (* 18. Juli 1951 in Cincinnati, Ohio) ist ein US-amerikanischer Politiker der Demokratischen Partei. Von 1991 bis 1993 war er Mitglied des Repräsentantenhauses der Vereinigten Staaten für den 1. Kongressdistrikt des Bundesstaates Ohio.

## Biografie
Charlie Luken wurde als Sohn von Tom Luken in Cincinnati geboren. 1973 schloss er mit einem Bachelor of Arts ein Studium an der University of Notre Dame ab. 1976 schloss er sein daran folgendes Jurastudium an der University of Cincinnati ab. Im selben Jahr praktizierte er erstmals als Rechtsanwalt. Er wollte als Nachfolger seines Onkels Jim Luken 1979 Bürgermeister von Cincinnati werden, die Demokratische Partei wollte seine Kandidatur jedoch nicht unterstützen. Als Unabhängiger Kandidat hatte er bei seiner Kandidatur keinen Erfolg. 1981 wurde er schließlich als Kandidat der Demokratischen Partei in den Stadtrat von Cincinnati gewählt. Dort saß er bis 1984. Im Anschluss an sein Mandat im Stadtrat diente Luken von 1984 bis 1991 als Bürgermeister seiner Geburtsstadt.
Sein Vater Tom Luken entschied sich, bei den Kongresswahlen 1990 nicht mehr zur Wahl anzutreten. Charlie entschied sich, als Nachfolger seines Vaters für den Sitz des 1. Distrikts von Ohio zu kandidieren. Er konnte sich gegen Ken Blackwell, einen ehemaligen Bürgermeister von Cincinnati durchsetzen. 1991 trat er sein Mandat in Washington an. 1993 schied er wieder aus dem Kongress aus, er stellte sich nicht zur Wiederwahl. Nachdem er wieder nach Ohio zurückgekehrt war, wurde er von 1993 bis 1999 Nachrichtensprecher beim Lokalsender WLWT-TV, einer NBC-Tochter, bei der auch Jerry Springer seine Karriere startete.
1999 wurde Luken erneut Bürgermeister von Cincinnati. 2004 entschied er sich, nicht mehr als Bürgermeister zu kandidieren. 2005 schied er aus dem Amt aus, sein Nachfolger wurde Mark Mallory.
Charlie Luken ist geschieden und Vater dreier Kinder. Er lebt in Cincinnati.